# Villars-sous-Écot
Villars-sous-Écot är en kommun i departementet Doubs i regionen Bourgogne-Franche-Comté i östra Frankrike. Kommunen ligger i kantonen Pont-de-Roide som tillhör arrondissementet Montbéliard. År 2022 hade Villars-sous-Écot 338 invånare.

## Befolkningsutveckling
Antalet invånare i kommunen Villars-sous-Écot
Referens:INSEE